# Grad de nesaturare
Gradul de nesaturare sau nesaturarea echivalentă (N sau N.E.) reprezintă numărul de legături duble, triple sau cicluri dintr-o moleculă, și ajută la determinarea structurii chimice a unui compus organic.
Nesaturarea echivalentă a unui compus organic indică numărul de perechi de atomi de hidrogen îndepărtați din compusul care are numai covalențe sigma ( σ ), adică un compus saturat și catenă aciclică pentru a obține compusul considerat. 
Compușii identificați prin calculul N.E. pot fi și saturați, cum sunt cicloalcanii care provin de la alcani din compoziția cărora s-a îndepărtat o pereche de atomi de hidrogen (caz în care N.E. = 1). 

## Calcul
Pentru un compus de tipul CaHbOcNdXe se poate calcula cu formula:
{\displaystyle \ N.E.={\frac {(2a+2)-(b-d+e)}{2}}\qquad }
unde: a,b,c,d,e reprezintă numărul de atomi de: carbon, hidrogen, oxigen sau oricare element trivalent, azot, respectiv monovalent  halogeni din moleculă.
După cum se observă numărul de atomi de oxigen sau de sulf nu are nici un efect în calculul nesaturării echivalente.
Conceptul poate fi explicat și pe baza formulei generale:
{\displaystyle \mathrm {NE} =1+{\tfrac {1}{2}}\sum n_{i}(v_{i}-2)}
unde ni este numărul de atomi care au valența vi.
Cu alte cuvinte, un atom care are valența x contribuie cu un total dex − 2 la nesaturarea echivalentă. Rezultatul sumei este înjumătățit, la care se adaugă 1.

## Exemple
În cazul unui compus cu N.E.=3 exista următoarele situații:
•structura conține trei legături duble

                                                                      •structura conține trei cicluri 

                                                                      •structura conține o legătură dublă și două cicluri

•structura conține o legătura triplă și un ciclu sau o legătură dublă, ș.a.m.d.
Benzenul are N.E.=4 datorită prezenței a trei legături duble într-un ciclu de șase atomi de carbon.
Alt exemplu: C5H12NBr3; elementele participă cu 20+12+3+3=38 covalențe. 38 fiind un număr par, formula ar trebui sa fie reală, dar N.E.= ((5*2+2)-(12-1+3))/2= -1. Nesaturarea echivalentă având valoare negativă arată că nu există o substanță cu o astfel de compoziție.
În baza valorilor N.E., se pot face și aprecieri asupra structurii globale a moleculei substanței respective, și anume:
- valori N.E. egale cu 0,1,2,3 sunt proprii compușilor alifatici cu structură ciclică sau liniară;
- valori N.E. egale cu 4,5,6 sunt proprii compușilor cu structură aromatică mononucleară;
- valori N.E. mai mari decât 7 sunt proprii compușilor cu structură aromatică polinucleară.